# Villanuño de Valdavia (kommunhuvudort)
Villanuño de Valdavia är en kommunhuvudort i Spanien.   Den ligger i provinsen Provincia de Palencia och regionen Kastilien och Leon, i den norra delen av landet, 240 km norr om huvudstaden Madrid. Villanuño de Valdavia ligger 858 meter över havet och antalet invånare är 108.
Terrängen runt Villanuño de Valdavia är platt. Runt Villanuño de Valdavia är det mycket glesbefolkat, med 6 invånare per kvadratkilometer. Närmaste större samhälle är Saldaña, 17,8 km väster om Villanuño de Valdavia. Trakten runt Villanuño de Valdavia består till största delen av jordbruksmark.